# Iva Pazderková
Iva Pazderková (* 16. března 1980 Uherské Hradiště) je česká herečka, zpěvačka, moderátorka a stand-up komička. Byla manželkou herců Luboše Veselého a Lukáše Pavláska. Později Pazderková s Pavláskem přiznali, že jejich manželství byla pouze mystifikace a nikdy manželé nebyli.

## Život
Absolvovala osmileté gymnázium v Brně a v roce 2003 vystudovala činoherní herectví na Divadelní fakultě Janáčkovy akademie múzických umění v Brně.
Proslavila se především účinkováním ve stand-up komedii Na stojáka televizní stanice HBO v roce 2004 a do obecného povědomí se dostala prostřednictvím televizní reklamy na jogurt. Diváky baví především předstíráním hlouposti a vtipnými „hláškami“, artikulací a svým neformálním vystupováním. Poté, co v jednom ze svých představení řekla, že si založila stranu SBKB (Strana blonďatých, krásných a bohatých), její fanoušci tuto fiktivní stranu zkoušejí opravdu založit – už má skoro 800 podpisů (z 1000 nutných pro registraci).
Do léta 2010 vysílala každé všední ráno společně s Dušanem Krejdlem na rádiu Kiss.[zdroj?] Spolu s Ester Kočičkovou moderovala nominační večer na Českého lva 2008.
V současné době působí v Divadle Na Fidlovačce.
4. července 2018 vystoupila v pražských Letňanech jako host Pražského výběru, který byl vybrán jako předkapela na koncertu The Rolling Stones.
Vystupuje také v Hudebnim divadle Karlín v představeních The Addams family a Sestra v akci.
V roce 2022 soutěžila v reality show Survivor Česko & Slovensko, kde se umístila na 18. místě. Téhož roku oznámila, že údajné manželství s Lukášem Pavláskem bylo pouze „experiment“ a nikdy spolu manželství neuzavřeli.
V roce 2025 se připojila k podpoře premiéra Petry Fialy coby moderátorka debat, které byly součástí předvolební kampaně SPOLU.

## Filmografie (výběr)
- Výbuch (dokumentárně-dramatická rekonstrukce, 2000)
- Restart (2005) – barmanka
- Maharal – Tajemství talismanu (TV seriál, 2007) – průvodkyně na Hradě
- Pouta (2008) – Miluška
- 4teens (TV seriál, 2009) – Pelikánová, máma Paty
- Cukrárna (TV seriál, 2010) – exmanželka Hynka
- Doktor pro zvláštní případy (TV film, 2010) – Harmonie
- Pekelná výzva (TV soutěžní pořad, 2013) – moderátorka
- Tady hlídám já (TV film, 2013) – Milada Herianová
- Tvoje tvář má známý hlas (hudebně-zábavná show TV Nova, 2016)
- Na vodě (TV seriál, 2016)
- Mstitel (2021)
- Velká premiéra (2022)

## Rozhlasové role
- 2015 hraběnka Orsini, Gotthold Ephraim Lessing: Emilia Galotti, Český rozhlas Brno[13][14]

## Diskografie
- Ukulala, 2013
- Horská lesní ekologická tvá živá dospělá krabičková smutná šťastná, 2016